# Commission (rémunération)
 (octobre 2019).
Si vous disposez d'ouvrages ou d'articles de référence ou si vous connaissez des sites web de qualité traitant du thème abordé ici, merci de compléter l'article en donnant les références utiles à sa vérifiabilité et en les liant à la section « Notes et références ».
Lors d'un contrat, une commission est une somme d'argent qui peut être versée à un intermédiaire pour avoir mis en contact un vendeur et un acheteur sur un marché. La commission est normalement déterminée proportionnellement au prix de la transaction intermédiée.
Un exemple typique pour lequel de tels intermédiaires sont rémunérés à la commission est le courtage en immobilier.

## Commissions occultes
Lorsqu'illégales, par exemple dans le cadre de l'obtention d'un marché public, les commissions occultes sont versées en argent liquide ou par le biais de fausses factures émises par une société écran, à activité plus ou moins fictive. Elles peuvent mettre en jeu des paradis fiscaux.

## Rétrocommissions
Lors d'un marché à l'exportation, des jeux de surfacturation et un processus de noircissement d'argent (l'inverse du blanchiment d'argent) permettent le dégagement de commissions occultes versables en argent liquide ou dans un compte occulte dans un paradis fiscal. Les rétrocommissions sont la partie de ces commissions occultes qui retourne au pays d'origine des versements.